# Stilb (enota)
Stilb (oznaka sb) je v CGS sistemu enot enota za merjenje svetlosti. Stilb je enak kandeli na kvadratni centimeter ali 104 nt (nit, kar je kandela na kvadratni meter).
Ime je skoval francoski fizik André Blondel (1863 – 1938) okoli leta 1920.
Enota se je v Evropi uporabljala do prve svetovne vojne. Po njej se je pričela uporabljati enota kandela na kvadratni meter.
| količina                                        | količina                                                                                      | količina | enota SI                          | enota SI             | razsežnost                                                                                               | opombe |
| ime                                             | oznaka                                                                                        | definicija | ime                               | oznaka               | razsežnost                                                                                               | opombe |
| ----------------------------------------------- | --------------------------------------------------------------------------------------------- | --- | --------------------------------- | -------------------- | --- | --- |
| svetlobna energija                              | {\displaystyle Q_{\rm {v}}\!\,}, {\displaystyle W\!\,}                                        | {\textstyle Q_{\rm {v}}=\int \!{\mathit {\Phi _{\rm {v}}}}(t)\,\mathrm {d} t\!\,}                                                                                | lumensekunda                      | lm⋅s                 | {\displaystyle {\mathsf {T}}\cdot {\mathsf {J}}\!\,}                                                     | lumensekunda se včasih imenuje talbot.                                                                                                  |
| gostota svetlobne energije                      | {\displaystyle \omega _{\rm {v}}\!\,}                                                         | {\textstyle \omega _{\rm {v}}={\frac {\partial Q_{\rm {v}}}{\partial V}}\!\,}                                                                                    | lumensekunda na kubični meter     | lm⋅s/m3              | {\displaystyle {\mathsf {L}}^{-3}\cdot {\mathsf {T}}\cdot {\mathsf {J}}\!\,}                             | svetlobna energija na enoto prostornine                                                                                                 |
| - svetlobni tok - svetlobna moč                 | {\displaystyle {\mathit {\Phi }}_{\rm {v}}\!\,}, {\displaystyle P\!\,}, {\displaystyle F\!\,} | {\textstyle {\mathit {\Phi }}_{\rm {v}}=\!\int {\frac {\partial {\mathit {\Phi }}_{\rm {e}}(\lambda )}{\partial \lambda }}K(\lambda )\,\mathrm {d} \lambda \!\,} | lumen (= kandela steradian)       | lm (= cd⋅sr)         | {\displaystyle {\mathsf {J}}\!\,}                                                                        | svetlobna energija na časovno enoto |
| - svetilnost - svetlobna jakost                 | {\displaystyle I_{\rm {v}}\!\,}                                                               | {\textstyle I_{\rm {v}}={\frac {\partial {\mathit {\Phi }}_{\rm {v}}}{\partial {\mathit {\Omega }}}}\!\,}                                                        | kandela (= lumen na steradian)    | cd (= lm/sr)         | {\displaystyle {\mathsf {J}}\!\,}                                                                        | osnovna enota SI. Svetlobni tok na enoto prostorskega kota.                                                                             |
| svetlost                                        | {\displaystyle L_{\rm {v}}\!\,}                                                               | {\textstyle L_{\rm {v}}={\frac {1}{\cos \theta }}{\frac {\partial ^{2}{\mathit {\Phi }}_{\rm {v}}}{\partial {\mathit {\Omega }}\,\partial S}}\!\,}               | kandela na kvadratni meter        | cd/m2 (= lm/(sr⋅m2)) | {\displaystyle {\mathsf {L}}^{-2}\cdot {\mathsf {J}}\!\,}                                                | svetlobni tok na enoto prostorskega kota na enoto projicirano površino vira. Kandela na kvadratni meter se zunaj SI včasih imenuje nit. |
| osvetljenost                                    | {\displaystyle E_{\rm {v}}\!\,}                                                               | {\textstyle E_{\rm {v}}={\frac {\partial {\mathit {\Phi }}_{\rm {v}}}{\partial S}}\!\,}                                                                          | luks (= lumen na kvadratni meter) | lx (= lm/m2)         | {\displaystyle {\mathsf {L}}^{-2}\cdot {\mathsf {J}}\!\,}                                                | za osvetljenost površine. Vpadni svetlobni tok na površino.                                                                             |
| gostota svetlobnega toka                        | {\displaystyle j_{\rm {v}}\!\,}                                                               | {\textstyle j_{\rm {v}}={\frac {\partial {\mathit {\Phi }}_{\rm {v}}}{\partial S}}\!\,}                                                                          | lumen na kvadratni meter          | lm/m2                | {\displaystyle {\mathsf {L}}^{-2}\cdot {\mathsf {J}}\!\,}                                                | svetlobni tok oddan, odbit in prenešen na površino na enoto površine.                                                                   |
| - svetlobna eksitanca - svetlobna emitanca      | {\displaystyle M_{\rm {v}}\!\,}                                                               | {\textstyle M_{\rm {v}}={\frac {\partial {\mathit {\Phi }}_{\rm {v}}}{\partial S}}\!\,}                                                                          | lumen na kvadratni meter          | lm/m2                | {\displaystyle {\mathsf {L}}^{-2}\cdot {\mathsf {J}}\!\,}                                                | oddani svetlobni tok s površine |
| - osvetlitev - (svetlobna) ekspozicija          | {\displaystyle H_{\rm {v}}\!\,}                                                               | {\textstyle H_{\rm {v}}=\int \!E_{\rm {v}}(t)\,\mathrm {d} t\!\,}                                                                                                | luks sekunda                      | lx⋅s                 | {\displaystyle {\mathsf {L}}^{-2}\cdot {\mathsf {T}}\cdot {\mathsf {J}}\!\,}                             | časovno integrirana osvetljenost |
| svetlobni izkoristek (sevanja)                  | {\displaystyle K\!\,}                                                                         | {\textstyle K(\lambda )={\frac {{\mathit {\Phi }}_{\rm {v}}}{{\mathit {\Phi }}_{\rm {e}}}}\!\,}                                                                  | lumen na vat                      | lm/W                 | {\displaystyle {\mathsf {L}}^{-1}\cdot {\mathsf {L}}^{-2}\cdot {\mathsf {T}}^{3}\cdot {\mathsf {J}}\!\,} | razmerje med svetlobnim tokom in sevalnim tokom. Znaša lahko do 683,002.                                                                |
| svetlobni izkoristek (vira)                     | {\displaystyle \eta \!\,}, {\displaystyle \eta _{\rm {v}}\!\,}, {\displaystyle \rho \!\,}     | {\textstyle \eta ={\frac {{\mathit {\Phi }}_{\rm {v}}}{P}}\!\,}                                                                                                  | lumen na vat                      | lm/W                 | {\displaystyle {\mathsf {L}}^{-1}\cdot {\mathsf {L}}^{-2}\cdot {\mathsf {T}}^{3}\cdot {\mathsf {J}}\!\,} | razmerje med svetlobnim tokom in porabo energije                                                                                        |
| - svetlobna učinkovitost - svetlobni koeficient | {\displaystyle V\!\,}                                                                         | |                                   |                      | 1 | svetlobni izkoristek, normaliziran z največjim možnim izkoristkom                                                                       |
| Glej tudi:                                      |                                                                                               | |                                   |                      | | |

1. ↑  Simboli v tem stolpcu označujejo razsežnosti. »{\displaystyle {\mathsf {L}}\!\,}«, »{\displaystyle {\mathsf {T}}\!\,}« in »{\displaystyle {\mathsf {J}}\!\,}« pomenijo dolžino, čas in svetilnost, ne pa simbole za enote liter, tesla in džul.
2. ↑  Organizacije za standardizacijo priporočajo, da se fotometrične količine označijo z indeksom »v« (za »vizualno«), da bi se izognilo zamenjavi z radiometričnimi ali fotonskimi količinami. Na primer: USA Standard Letter Symbols for Illuminating Engineering USAS Z7.1-1967, Y10.18-1967